# 史蹟名勝天然紀念物保存法
《史蹟名勝天然紀念物保存法》為始自日本政府仿效歐美國家於1911年（明治44）設置「史蹟名勝天然紀念物保存協會」，並於1919年（大正8年）4月10日頒佈，續於同年6月1日生效開始施行之法令。
此法之前，1897年的《古社寺保存法》則具有與此法有相當程度的同質性。初定時全文為61條條文，其立法精神與歐美當期的保存文化財思想雷同，除了原就明定保護的神社寺院外，也包含了歷史建築，歷史遺跡，舊址，紀念碑，古城址，並涵蓋珍稀動物、植物或礦物等自然物種。

## 制定背景
因時空背景影響之故，當時身為日本殖民地的臺灣，受日本影響甚深，除因臺灣總督府基於殖民地臺灣統治與殖產開發需要，積極且計畫地對臺灣的自然與人文資源展開調查，臺灣博物學會及其成員也最為積極投入臺灣天然記念物之倡議，如佐佐木舜一、堀川安市、岡本要八郎、金平亮三及澤田兼吉等人，因其工作上調查緣故，發現臺灣具有多樣珍貴與重要之特有動植物及地質鑛物等，於1912（明治 45）年開始公開提倡臺灣天然紀念物之保存，並分別於1923、26（大正12、15）年，上呈臺灣總督「臺灣史蹟名勝天然紀念物保存建議書」。
1930(昭和5)年2月，臺灣總督府公告「史蹟天然紀念物保存法」(法律第44號)正式在臺施行，同年9月21日，公告「史蹟名勝天然紀念物保存法施行規則」及「史蹟名勝天然紀念物保存法取扱規程」，以補充史蹟名勝天然紀念物保存法施行規則所定條文之不足，後續頒定「史蹟名勝天然紀念物調查要目」，作為史蹟名勝天然紀念物保存種類之認定標準。

## 訂定過程
- 1926年（大正15年）：8月，台灣博物學會會長中澤亮治向台灣總督上山滿之進提案，獲台灣總督府內務局局長豐田勝藏支持。
- 1929年（昭和4年）：台灣總督府提出所需調查費及保存費，獲日本帝國議會通過。
- 1930年（昭和5年）：3月5日，府報第902號公布「史蹟名勝天然紀念物保存法」施行要旨，同年9月21日府報第1064號公布保存法施行細則（府令第35號），台灣總督府分別於1933、1935、1941年三次指定。[2]

## 調查會
臺灣總督府於1930（昭和5）年12月2日成立「臺灣史蹟名勝天然紀念物調查會」，屬任務型且非有固定人事編制之委員會，所有調查委員皆以兼任形式執行保存物件之調查與審議工作；該會直屬臺灣總督，並另設有幹事及書記職，負責調查會相關庶務及文書工作，調查委員與囑託學者則先後聘任共約近30人。
該會實際執行的保存流程為由總督任命調查委員，調查委員則需進行相關必要之調查研究及於會議進行說明，再經會議審議相關指定保存項目，最終由臺灣總督府正式發佈指定。
至二次世界大戰結束日本投降，臺灣脫離日本殖民地身分(1945年)止，分別於1933、1935、1941年共三回逐項漸次公告史蹟名勝天然紀念物保存指定保護名單，合計 92 件。同時，各州廳亦指定保護轄內各史蹟、名勝、天然紀念物等，可謂奠定臺灣古蹟文化資產保存及自然生態保育之濫觴。

## 調查委員
- 村上直次郎（台北帝國大學教授）：1931、1932、1933、1934、1935
- 井手薰（總督府技師）：1931、1932、1933、1934、1935、1936、1937、1938、1939
- 素木得一（台北帝國大學教授）：1931、1932、1933、1934、1935、1936、1937、1938、1939、1940、1941
- 中澤亮治（台北帝國大學教授）：1931、1932、1933、1934、1935、1936、1937、1938
- 興儀喜宣（總督府技師）：1931、1932、1933、1934、1935、1936、1937、1938
- 工藤祐舜（台北帝國大學教授）：1931
- 移川子之藏（台北帝國大學教授）：1931、1932、1933、1934、1935、1936、1937、1938、1939、1940、1941、1942、1943、1944
- 平坂恭介（台北帝國大學教授）：1931、1932、1933、1934、1935、1936、1937、1938、1939、1940、1941、1942、1943、1944
- 早坂一郎（台北帝國大學教授）：1931、1932、1933、1934、1935、1936、1937、1938、1939、1940、1941、1942、1943、1944
- 日比野信一（台北帝國大學教授）：1931、1932、1933、1934、1935、1936、1937、1938、1939、1940、1941、1942、1943、1944
- 高橋春吉（總都府技師）：1931、1932、1933、1934、1935、1936、1937、1938、1939、1940、1941、1942、1943、1944
- 宮原敦（台北醫專教授）：1931、1932、1933、1934、1935
- 青木文一郎（台北帝國大學教授）：1931、1932、1933、1934、1935、1936、1937、1938、1939、1940、1941、1942、1943、1944
- 皷包美：1931、1932、1933、1934、1935、1936、1937、1938、1939、1940、1941、1942
- 小林準（陸軍步兵中佐）：1931、1932
- 尾崎秀真（囑託）：1931、1932、1933、1934、1935、1936、1937、1938、1939、1940、1941、1942、1943、1944
- 稻垣孫兵衛（台北帝國大學教授）：1931、1932、1933、1934、1935、1936
- 谷河梅人：1931、1932、1933、1934、1935、1936、1937、1938、1939、1940、1941、1942、1943、1944
- 連雅堂：1931、1932
- 上野龜甫（陸軍步兵大佐）：1934
- 林熊光：1934、1935、1936、1937、1938、1939、1940
- 山中樵（總督府圖書館長）：1935、1936、1937、1938、1939、1940、1941、1942、1943、1944
- 助川靜二（陸軍步兵大佐）：1935、1936
- 大倉三郎（總督府技師）：1942、1943、1944
- 岩生成一（台北帝國大學）：1942、1943、1944
- 桑原政夫：1942、1943、1944